# ベルナルド・デ・ロッシ司教の肖像
『ベルナルド・デ・ロッシ司教の肖像』（ベルナルド・デ・ロッシしきょうのしょうぞう、伊: Ritratto del vescovo Bernardo de' Rossi）は、イタリアの盛期ルネサンスの画家ロレンツォ・ロットが制作した1505年の絵画である。ナポリのカポディモンテ美術館所蔵されている。
ロットがトレヴィーゾに滞在した時期の本作には、現在、米国のワシントン・ナショナル・ギャラリーにある『美徳と悪徳の寓意』として特定化されている作品がカバーとして被せられていた。ワシントンの作品には、本作の題名に加え、署名、日付が記載されている。本作は、1524年にベルナルド・デ・ロッシがパルマに逃げたときにパルマに持ち込まれた。そして、1760年にナポリに移されたファルネーゼ家のコレクションに入った。
絵画は、4分の3正面向きの寄進者の胸像を示しており、その顔は鑑賞者を見ている。ロットによる他の肖像画のように、人物は、赤みがかった顔色、目の下のくぼみ、表情豊かな青い目、そして軽症の皮膚の異常を含む、印象的なリアリズムで描かれている。巻き毛は、部分的に黒いビレッタ帽からはみ出ている。このような細部へのこだわりは、アントネロ・ダ・メッシーナに触発されたが、アントネロは、初期フランドル派、そして、おそらくロットが作品を見たであろうアルブレヒト・デューラーなどの北方の芸術家に直接影響を受けた画家である。
赤いマンテルは、当時のヴェネツィア派絵画に一般的に登場する、緑の刺繍された飾り布で裏打ちされている。巻紙はおそらく、2年前にロッシを殺害しようとした召喚者に対する判決の暗示である。ロッシは、ブロッカルド・マルキオストロ（ロットの『ランプのある青年の肖像』に描かれている人物）とともに陰謀に関わっていた。

## 関連作品

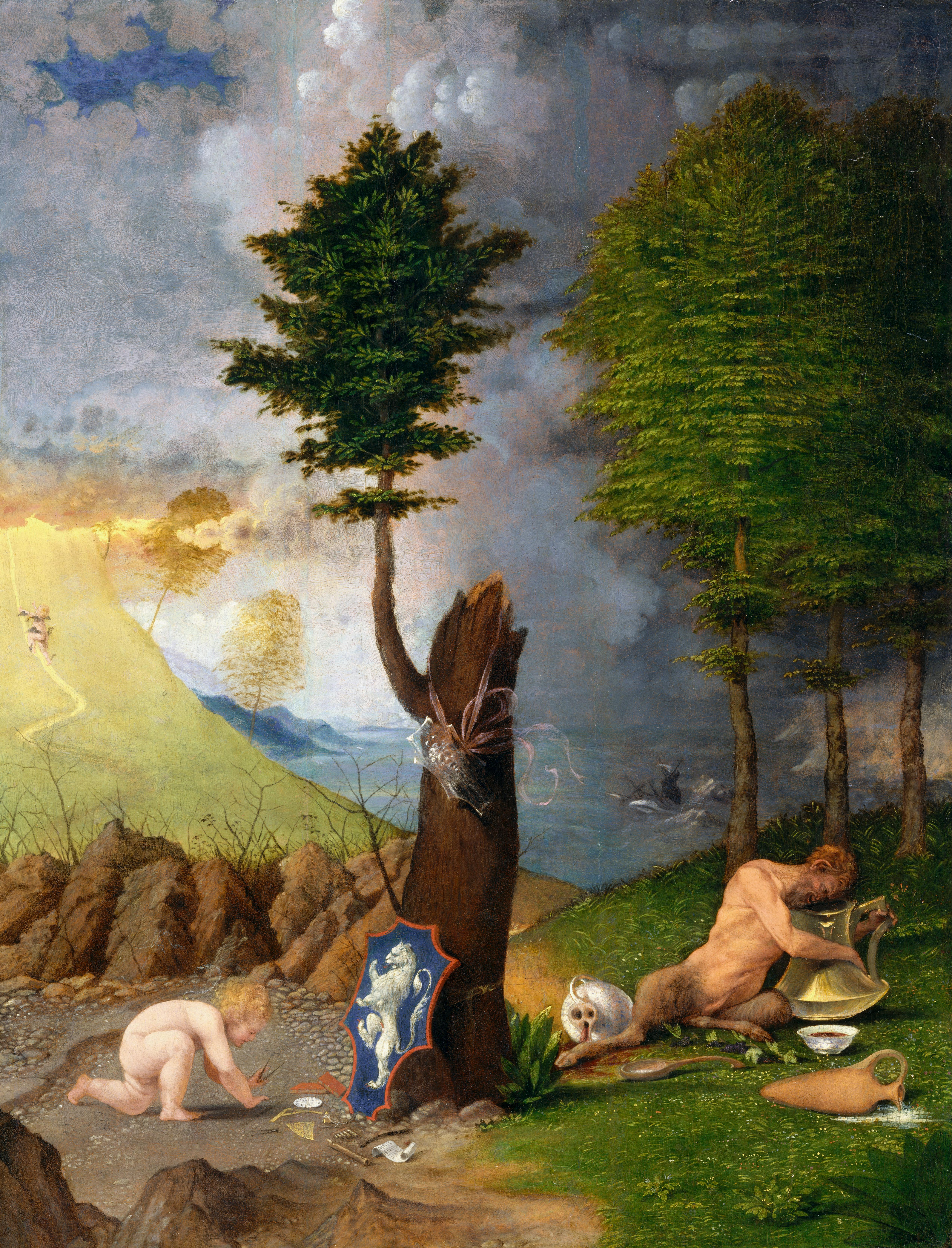
ロレンツォ・ロット『美徳と悪徳の寓意』(1505年)、ナショナル・ギャラリー (ワシントン)
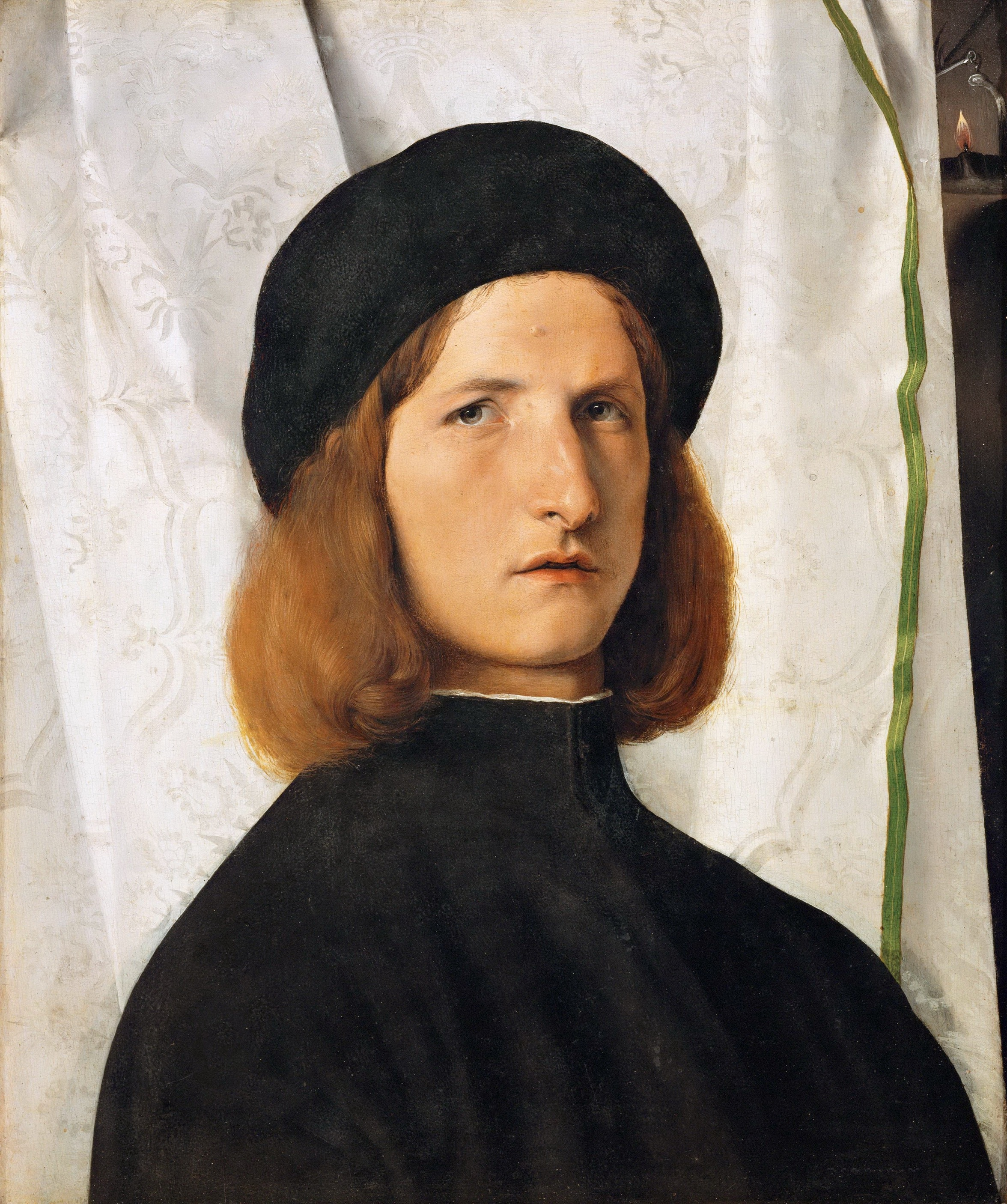
ロレンツォ・ロット『ランプのある青年の肖像』(1506年ごろ)、美術史美術館、ウィーン